# شهرستان باندا (جمهوری کنگو)
شهرستان باندا (به لاتین: Banda District) یک منطقهٔ مسکونی در جمهوری کنگو است که در بخش نیاری واقع شده‌است.